# 400 mètres aux championnats d'Europe d'athlétisme
Pour un article plus général, voir Championnats d'Europe d'athlétisme.
Le 400 mètres masculin fait partie des épreuves inscrites au programme des premiers championnats d'Europe d'athlétisme, en 1934, à Turin. L'épreuve féminine fait sa première apparition en 1958, à Stockholm.
Avec 3 médailles d'or remportées consécutivement entre 1978 et 1986, l'Allemande Marita Koch détient le record de victoires féminines dans cette épreuve. Chez les hommes, les Britanniques Roger Black, Martyn Rooney et Matthew Hudson-Smith sont les athlètes les plus titrés avec 2 médailles d'or chacun.
Les records des championnats d'Europe appartiennent chez les hommes au Britannique Iwan Thomas, auteur de 44 s 52 à Budapest en 1998, et chez les femmes à l'Allemande Marita Koch qui établit le temps de 48 s 16 (ancien record du monde) en finale des championnats d'Europe 1982, à Athènes.

## Palmarès

### Hommes
| Édition | Or                             | Argent                       | Bronze                        |
| ------- | ------------------------------ | ---------------------------- | ----------------------------- |
| 1934    | Adolf Metzner 47 s 9           | Pierre Skawinski 48 s 0      | Bertil von Wachenfeldt 48 s 0 |
| 1938    | Godfrey Brown 47 s 4           | Karl Baumgarten 48 s 2       | Erich Linnhoff 48 s 8         |
| 1946    | Niels Holst Sörensen 47 s 9    | Jacques Lunis 48 s 3         | Derek Pugh 48 s 9             |
| 1950    | Derek Pugh 47 s 3 (AR)         | Jacques Lunis 47 s 6         | Lars-Erik Wolfbrandt 47 s 9   |
| 1954    | Ardalion Ignatyev 46 s 6 (CR)  | Voitto Hellsten 47 s 0       | Adamik Zoltán 47 s 6          |
| 1958    | John Wrighton 46 s 3 (CR)      | John Salisbury 46 s 5        | Karl-Friedrich Haas 47 s 0    |
| 1962    | Robbie Brightwell 45 s 9 (CR)  | Manfred Kinder 46 s 1        | Hans-Joachim Reske 46 s 4     |
| 1966    | Stanisław Grędziński 46 s 0    | Andrzej Badenski 46 s 2      | Manfred Kinder 46 s 3         |
| 1969    | Jan Werner 45 s 7 (CR)         | Jean-Claude Nallet 45 s 8    | Stanisław Grędziński 45 s 8   |
| 1971    | David Jenkins 45 s 45          | Marcello Fiasconaro 45 s 49  | Jan Werner 45 s 56            |
| 1974    | Karl Honz 45 s 04              | David Jenkins 45 s 67        | Bernd Herrmann 45 s 78        |
| 1978    | Franz-Peter Hofmeister 45 s 73 | Karel Kolar 45 s 77          | Francis Demarthon 45 s 97     |
| 1982    | Hartmut Weber 44 s 72          | Andreas Knebel 45 s 29       | Viktor Markin 45 s 30         |
| 1986    | Roger Black 44 s 59            | Thomas Schönlebe 44 s 63     | Mathias Schersing 44 s 85     |
| 1990    | Roger Black 45 s 08            | Thomas Schönlebe 45 s 13     | Jens Carlowitz 45 s 27        |
| 1994    | Duaine Ladejo 45 s 09          | Roger Black 45 s 20          | Mathias Rusterholz 45 s 96    |
| 1998    | Iwan Thomas 44 s 52 (CR)       | Robert Maćkowiak 45 s 04     | Mark Richardson 45 s 14       |
| 2002    | Ingo Schultz 45 s 14           | David Canal 45 s 24          | Daniel Caines 45 s 28         |
| 2006    | Marc Raquil 45 s 02            | Vladislav Frolov 45 s 09     | Leslie Djhone 45 s 40         |
| 2010    | Kévin Borlée 45 s 08           | Michael Bingham 45 s 23      | Martyn Rooney 45 s 23         |
| 2012    | Pavel Maslák 45 s 24           | Marcell Deák-Nagy 45 s 52    | Yannick Fonsat 45 s 82        |
| 2014    | Martyn Rooney 44 s 71          | Matthew Hudson-Smith 44 s 75 | Donald Sanford 45 s 27        |
| 2016    | Martyn Rooney 45 s 29          | Pavel Maslák 45 s 36         | Liemarvin Bonevacia 45 s 41   |
| 2018    | Matthew Hudson-Smith 44 s 78   | Kévin Borlée 45 s 13         | Jonathan Borlée 45 s 19       |
| 2022    | Matthew Hudson-Smith 44 s 53   | Ricky Petrucciani 45 s 03    | Alex Haydock-Wilson 45 s 17   |
| 2024    | Alexander Doom 44 s 15 (CR)    | Charles Dobson 44 s 38       | Liemarvin Bonevacia 44 s 88   |

### Femmes
| Édition | Or                             | Argent                        | Bronze                      |
| ------- | ------------------------------ | ----------------------------- | --------------------------- |
| 1958    | Mariya Itkina 53 s 7 (WR)      | Yekaterina Parlyuk 54 s 8     | Moira Hiscox 55 s 7         |
| 1962    | Mariya Itkina 53 s 4 (WR)      | Joy Grieveson 53 s 9          | Tilly van der Zwaard 54 s 2 |
| 1966    | Anna Chmelková 52 s 9 (CR)     | Antónia Munkácsi 53 s 9       | Monique Noirot 54 s 0       |
| 1969    | Nicole Duclos 51 s 7           | Colette Besson 51 s 7         | Maria Sykora 53 s 0         |
| 1971    | Helga Seidler 52 s 10          | Inge Bödding 52 s 90          | Ingelore Lohse 52 s 90      |
| 1974    | Riitta Salin 50 s 14           | Ellen Streidt 50 s 69         | Rita Wilden 50 s 88         |
| 1978    | Marita Koch 48 s 94            | Christina Brehmer 50 s 38     | Irena Szewińska 50 s 40     |
| 1982    | Marita Koch 48 s 16 (CR)       | Jarmila Kratochvílová 48 s 85 | Taťána Kocembová 50 s 55    |
| 1986    | Marita Koch 48 s 22            | Olga Vladykina 49 s 67        | Petra Muller 49 s 88        |
| 1990    | Grit Breuer 49 s 50            | Petra Muller 50 s 51          | Marie-José Pérec 50 s 84    |
| 1994    | Marie-José Pérec 50 s 33       | Svetlana Goncharenko 51 s 24  | Phylis Smith 51 s 30        |
| 1998    | Grit Breuer 49 s 93            | Helena Fuchsová 50 s 21       | Olga Kotlyarova 50 s 38     |
| 2002    | Olesya Zykina 50 s 45          | Grit Breuer 50 s 70           | Lee McConnell 51 s 02       |
| 2006    | Vania Stambolova 49 s 85       | Tatiana Veshkurova 50 s 15    | Olga Zaytseva 50 s 28       |
| 2010    | Kseniya Ustalova 49 s 92       | Antonina Krivoshapka 50 s 10  | Libania Grenot 50 s 43      |
| 2012    | Moa Hjelmer 51 s 13            | Kseniya Zadorina 51 s 26      | Ilona Usovich 51 s 94       |
| 2014    | Libania Grenot 51 s 10         | Olha Zemlyak 51 s 36          | Indira Terrero 51 s 38      |
| 2016    | Libania Grenot 50 s 73         | Floria Gueï 51 s 21           | Anyika Onuora 51 s 47       |
| 2018    | Justyna Święty-Ersetic 50 s 41 | María Belibasáki 50 s 45      | Lisanne de Witte 50 s 77    |
| 2022    | Femke Bol 49 s 44              | Natalia Kaczmarek 49 s 94     | Anna Kiełbasińska 50 s 29   |
| 2024    | Natalia Kaczmarek 48 s 98      | Rhasidat Adeleke 49 s 07      | Lieke Klaver 50 s 08        |

## Records des championnats

### Hommes
| Temps   | Athlète             | Lieu      | Date              | Record |
| ------- | ------------------- | --------- | ----------------- | ------ |
| 48 s 3  | Adolf Metzner       | Turin     | 7 septembre 1934  |        |
| 47 s 9  | Adolf Metzner       | Turin     | 8 septembre 1934  |        |
| 47 s 4  | Godfrey Brown       | Paris     | 7 septembre 1938  |        |
| 47 s 3  | Derek Pugh          | Bruxelles | 25 août 1950      |        |
| 47 s 0  | Ardalion Ignatyev   | Berne     | 26 août 1954      |        |
| 46 s 6  | Ardalion Ignatyev   | Berne     | 27 août 1954      |        |
| 46 s 3  | John Wrighton       | Stockholm | 21 août 1958      |        |
| 46 s 1  | Hans-Joachim Reske  | Belgrade  | 13 septembre 1962 |        |
| 45 s 9  | Robert Brightwell   | Belgrade  | 13 septembre 1962 |        |
| 45 s 7  | Jan Werner          | Athènes   | 18 septembre 1969 |        |
| 45 s 5  | David Jenkins       | Helsinki  | 13 août 1971      |        |
| 45 s 5  | Marcello Fiasconaro | Helsinki  | 13 août 1971      |        |
| 45 s 04 | Karl Honz           | Rome      | 14 septembre 1974 |        |
| 44 s 72 | Hartmut Weber       | Athènes   | 9 septembre 1982  |        |
| 44 s 59 | Roger Black         | Stuttgart | 29 août 1986      |        |
| 44 s 52 | Iwan Thomas         | Budapest  | 21 août 1998      |        |
| 44 s 15 | Alexander Doom      | Rome      | 10 juin 2024      |        |

### Femmes
| Temps   | Athlète        | Lieu      | Date               | Record |
| ------- | -------------- | --------- | ------------------ | ------ |
| 54 s 0  | Mariya Itkina  | Stockholm | 19 août 1958       |        |
| 53 s 7  | Mariya Itkina  | Stockholm | 21 août 1958       |        |
| 53 s 4  | Mariya Itkina  | Belgrade  | 14 septembre 1962  |        |
| 52 s 9  | Anna Chmelkova | Budapest  | 1er septembre 1966 |        |
| 52 s 1  | Colette Besson | Athènes   | 16 septembre 1969  |        |
| 51 s 7  | Nicole Duclos  | Athènes   | 18 septembre 1969  |        |
| 51 s 7  | Colette Besson | Athènes   | 18 septembre 1969  |        |
| 51 s 40 | Ellen Streidt  | Rome      | 3 septembre 1974   |        |
| 50 s 14 | Riitta Salin   | Rome      | 4 septembre 1974   |        |
| 48 s 94 | Marita Koch    | Prague    | 31 août 1978       |        |
| 48 s 16 | Marita Koch    | Athènes   | 8 septembre 1982   | WR     |